# ねこロジカル
『ねこロジカル』は、高田三加による日本の漫画作品。4コマ漫画。『モーニング』（講談社）にて、1996年5号から連載された。単行本は全2巻。

## 概要
ネコの生活、生態をネコの視点、哲学的な視点から4コマ漫画にした。

## 登場人物

### 猫
川上林太郎
一人称を「私」と呼び、哲学的に物を語る。時事問題にも詳しいつもり。食い意地が張っており、年々でかくなっていき、家もそれに連れてでかくなり、住処は「メゾン・ド・カワカミ」と呼ばれている。自分の色を「レモンイヱロー」と呼んでいるが周りからは黄ばんだ白と認識されており、洗濯されると別人と間違われる。3丁目の猫の集まり「ねことめざしの会」会長。マサオからは「ブーヤン」と呼ばれている。
山下帽子店
帽子店経営の老人、山下さんに飼われているねこ。頭上に、大きな黒の丸がある珍しい柄。渋谷に行ったことがあり、日頃巣鴨しか行ったことのないメンバーから「若者の巣鴨」と呼ばれている。気が小さい。帽子の事しか頭にない。
黒田ロク
利発で機敏。椋鳩十を読むインテリ。
後藤誠一
後藤家に飼われていたが、サラリーマン的な生活（定期的に餌をもらう生活）に嫌気が差し、自ら野良猫になるが、結局家に戻されるパターンが多い。寄る家寄る家で3つの名前を使い分けている。アメショーに次ぐツッコミ役。
トラ吉
トラ柄のネコ。従順で敏捷。長兄、次兄ともに「マイケル」。
名無し
トラ吉と共に行動する。
アメショー
アメリカンショートヘア。川上と何をしても対立する、2丁目のボスネコ。皆のツッコミ役。上品な生活をしている。イエネコで外出には、命綱を着けている。

### 犬
竹芝梅三郎
犬。上着を着用して7年。高齢なため、ため息がち。町のファッションリーダー。
ダルさん
ダルメシアン。
山本五朗
出番の多い犬。恥ずかしがりや。住宅事情（日照権）に悩んでいる。

### 人間
川上春子
林太郎の飼い主。作中最強の人物。おもいっきりテレビ視聴者で、みのもんた症候群（健康番組で紹介された健康法、食材料理を鵜呑みですぐ実践するが三日坊主でやめる。）他に相撲、時代劇を見る。
寺田修司
儲けを動物の餌代に費やしている、自称動物保護官。陰気で軽い気持ちで飼おうとしている志望者を悪と思っており、首輪を月給3ヶ月分で買わせようとする。餌をもらいに来る林太郎を野良猫と勘違いしている。
マサオ
ポスト寺田を狙う小学生。夢はメジャーリーグだったが、あっさり変更した。
ヨシオ
マサオの友達。潔癖症で動物嫌い。